# الرمیثه
الرمیثه (به عربی: الرمیثة) یک منطقهٔ مسکونی در عراق است که در استان مثنی واقع شده‌است. الرمیثه ۱۱۵٬۴۳۱ نفر جمعیت دارد و ۹ متر بالاتر از سطح دریا واقع شده‌است.